# La Fraternité du Panca

La Fraternité du Panca est un cycle de space opera composé de cinq romans écrits par Pierre Bordage (Panca étant tiré d'un mot sanskrit signifiant cinq) : Frère Ewen en 2007, Sœur Ynolde en 2008, Frère Kalkin en 2009, Sœur Onden en 2011, Frère Elthor en 2012.

## Synopsis
« La Fraternité du Panca » est une compagnie secrète composée d'initiés destinés à sauver l’humanité et tout ce qui vit. Leur but est de reconstituer la chaîne quinte, ou pancatvique, et de permettre au cinquième frère de mener le combat final grâce à l’énergie des quatre autres maillons. Ces cinq frères ne connaissent pas la nature du danger contre lequel ils vont devoir lutter, se passent le relais entre eux, et chacun condense sa mémoire afin de la livrer à son successeur. 

### Frère Ewen
- Frère Ewen, 2007(ISBN 978-2-84172-390-4)

### Sœur Ynolde
- Sœur Ynolde, 2008(ISBN 978-2-84172-451-2)

### Frère Kalkin
- Frère Kalkin, 2009(ISBN 978-2-84172-492-5)

### Sœur Onden
- Sœur Onden, 2011(ISBN 978-2-84172-527-4)

### Frère Elthor
- Frère Elthor, 2012(ISBN 978-2-84172-567-0)

## Personnages
Les héros, les frères et sœurs de la fraternité du Panca (membre de chaines pancatviques) sont des habitants ordinaires issus de tous les mondes habités. Ils sont reliés à travers l'univers par un lien invisible qui distille des consignes et les guide par l'intermédiaire de l'âmna qu'ils ont fichée dans leur occiput. Les membres de la fraternité meurent physiquement lors de la transmission de l'âmna. Mais ce dernier leur permet de recevoir les messages de la fraternité et accumule la mémoire des frères et des sœurs. Forts de l'expérience de leurs prédécesseurs, les maillons continuent leur quête  : constituer une chaine quinte, seule capable de s'opposer au mal qui s'apprête à détruire l'univers.
Les prêtres de Sât. Le livre sacré de Sât annonce la prophétie de la fin des temps. Ses adeptes sont des ascètes marqués au front d'un trident et qui déambulent nus muni d'un seul bâton. Doté d'une résistance surhumaine, ils peuvent être des combattants d'une vigueur extrême et n'ont qu'une obsession  : permettre l'aboutissement de la prophétie et donc empêcher par tous les moyens la panca de s'y opposer.

## Thèmes
La fraternité du Panca s'inscrit dans le genre littéraire des Space opera que Pierre Bordage affectionne particulièrement.
Dans la lignée de Rohel le conquérant, Les Guerriers du silence, Griots célestes... ce genre met en scène un univers très vaste où les planètes habitées sont nombreuses où les moyens de déplacement sont divers : les techniques évoluent au cours de la série, remplaçant les vaisseaux « classique » du début par d’autres capables de dépasser la vitesse de la lumière, voire de traverser la galaxie presque instantanément au moyen de sauts dimensionnels. Les héros sont souvent au cœur de conflits interplanétaires où s'affrontent des forces antagonistes représentant le bien et le mal. Nos héros puisent leurs forces dans l'humanisme, l'amour et parviennent toujours à circonvenir les forces obscures.